# Helena Apolonia Massalska

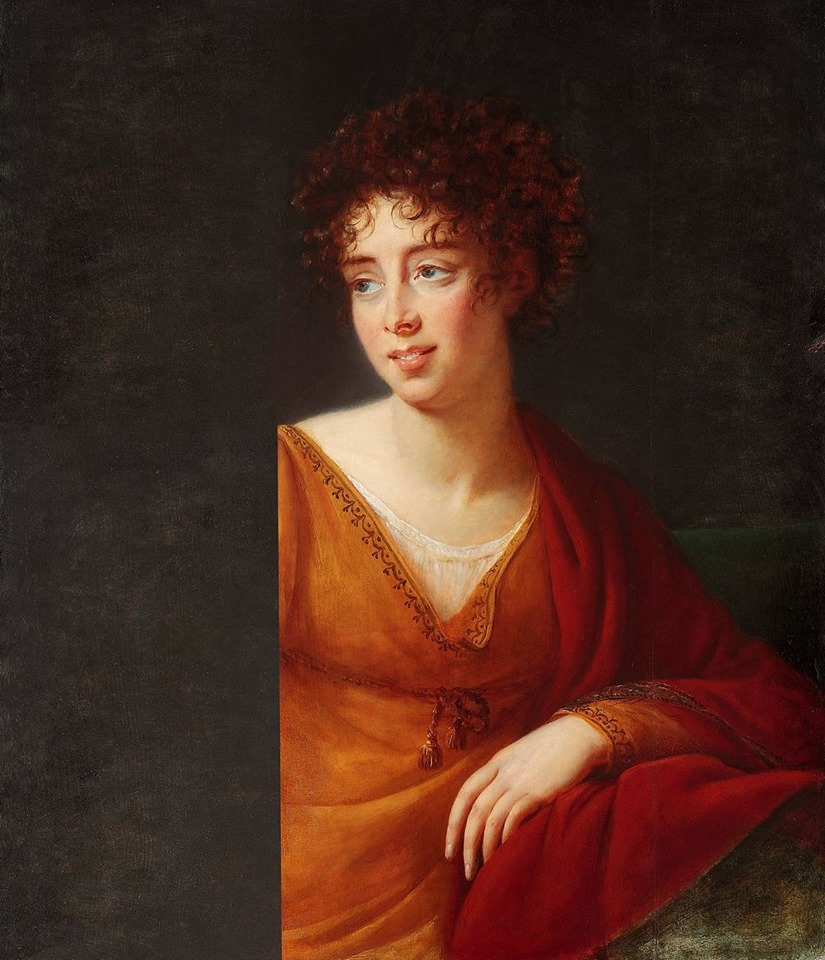
Élisabeth Vigée-Lebrun, Portret Heleny Apolonii z Massalskich Potockiej, 1808

Helena Apolonia z Massalskich primo voto de Ligne secundo voto Potocka herbu własnego (ur. 9 lutego 1763, zm. 31 października 1815 w Paryżu) – polska arystokratka i pamiętnikarka. 

## Życiorys
Urodziła się 9 lutego 1763 jako córka Józefa, podskarbiego nadwornego litewskiego, i Antoniny z Radziwiłłów. W dzieciństwie straciła ojca (1765), a dalszą opiekę nad nią sprawował stryj, Ignacy Massalski, biskup wileński. Zgodnie z radą p. Geoffrin wychowywała się we Francji, na pensji przyklasztornej w Abbaye-aux-Bois (konwent cystersów w obecnej 7. dzielnicy Paryża). W wieku niespełna 17 lat (29 lipca 1779) wyszła w Paryżu za mąż za księcia Karola Józefa  Emanuela de Ligne (1759-1792). Mieszkała kolejno w Brukseli, ponownie w Paryżu (od roku 1784), a następnie w Wiedniu (od roku 1786). Dwa lata później (1788) pozostawiła męża i dziecko (2-letnią córkę Sydonię), wyjeżdżając do Warszawy. Tu też poznała wkrótce Wincentego Potockiego (1749-1825), podkomorzego wielkiego koronnego. W roku 1792 (po śmierci księcia de Ligne) doprowadziła do rozwodu Potockiego z Anną z Mycielskich, a wkrótce potem zawarła z nim związek małżeński. Początkowo mieszkała w majątku męża (Kowalówka koło Niemirowa), później w Petersburgu, następnie w Brodach, by po niemal 20 latach ponownie osiąść w Paryżu.
Jej jedyna córka z pierwszego małżeństwa, Sydonia Franciszka ks. de Ligne (1786-1828), wyszła za mąż za jej pasierba, Franciszka hr. Potockiego (1788-1853).

## Twórczość

### Pamiętniki
- Pamiętniki, fragmenty wyd. L. Perey (L. Herpin) w: Histoire d'une grande dame au XVIII siècle. (1). La Princesse Hélène de Ligne, Paryż 1887; wyd. następne: wyd. 7 Paryż 1887; wyd. 9 Paryż 1888; wyd. 11 Paryż 1888; wyd. 15 Paryż 1889; Paryż 1894; Paryż 1923-1924 (t. 1-2); przekł. polski fragm.: "Dodatek Miesięczny Przeglądu Tygodniowego" 1887, t. 1; "Tygodnik Ilustrowany" 1887, t. 9, nr 224-227; "Ateneum" 1888, t. 2.
- Apolonia Helena Massalska, Pamiętniki pensjonarki. Zapiski z czasów edukacji w Paryżu (1771-1779), wstęp i oprac. Małgorzata Ewa Kowalczyk, przekł. z fr. Anna Pikor-Półtorak, Kraków: Księgarnia Akademicka, 2012.

### Listy
- Korespondencja, fragmenty wyd. L. Perey (L. Herpin) w: Histoire d'une grande dame au XVIII siècle. (1). La Princesse Hélène de Ligne, Paryż 1887 i wyd. następne, (2). La Comtesse Hélène Potocka, Paryż 1888 i wyd. następne; przekł. polski fragm.: "Tygodnik Ilustrowany" 1887, t. 9, nr 224-227; "Ateneum" 1888, t. 2-3.